# El Rimbau
El Rimbau és un poble del terme comunal de Cotlliure, a la comarca del Rosselló, de la Catalunya del Nord.
Està situat en el sector sud-oest del terme comunal al qual pertany, a uns 5 quilòmetres en línia recta al sud de la vila de Cotlliure.